# Ведійський санскрит
Ведійський санскрит (ведичний санскрит, ведійська мова) — праформа санскриту, найдавніший різновид мови аріїв; мова індуського культу, якою створені перші священні тексти індуїзму. Часом розглядається як окрема мова, хоча й тісно споріднена з санскритом.  Належить до індо-європейської сім'ї мов.

## Короткий опис
Представлений двома різновидами:
- Більш архаїчною поетичною мовою мантр (гімнів, пісень, ритуальних формул і замовлянь). Мантри становлять 4 Веди, з яких найдревніша — «Ріг-веда» (1-й пол. 2 тис. до н. е.), Самаведа, Яджурведа і остання «Атхарва-веда» (Веда магічних замовлянь і заклинань). Передавались в усній формі в середовищі ведичного жрецтва від вчителя до учня. Пізніше священики-брахмани склали спеціальний алфавіт деванагарі для запису санскриту.
- Мовою пізнішої прози. Проза — це Брахмани (коментарі до Вед) і філософські твори на основі Вед.

В період створення пізніх мантр ведійський санскрит, ймовірно, не функціонував як жива мова (витіснений ранніми середньоіндійськими діалектами), і зберігався в ритуальній и науковій сферах. На основі мови ведійської прози (в першу чергу Брахман), нормалізованої древньоіндійськими граматистами (передусім Паніні) в сер. I тис. до н. е., поступово сформувався класичний санскрит, який став важливим
елементом ведичної цивілізації.

## Лінгвістична характеристика
У фонетиці характерна риса мови мантр — допустимість зіяння у зв'язку з незастосування ряду сандхі, обов'язкових у санскриті. Ведійському санскриту характерний напівмузичний наголос.
Морфологія характеризується збереженням індоєвропейських архаїзмів, наявністю багатьох варіантів та окказіональних утворень. Має сліди доведичного субстрату.
Ведійська дієслівна система багатша класичної санскритської:
- має суб'юнктив, або кон'юнктив (відміна, яка в мові мантр часто вживається у функції майбутнього часу).
- та інюнктив (відміна із значенням згадування дії та слабкими модальними значеннями);
- непрямі відміни утворюються не тільки в системі презенса, а також від основ аориста й рідше, перфекта;
- основи перфекта можуть приєднувати вторинні (імперфектні) закінчення, утворюючи т.з. плюсквамперфект.

В імені продуктивні кореневі основи, нечасті в класичному санскриті.
Для синтаксису характерне широке використання часток, які часто функціонують як сполучники або мають модальне значення, відносно вільний порядок слів, в мові мантр — самостійніший статус у дієслівних превербів, що фігурують як зв'язані префікси в класичному санскриті. Мова «Ріг-веди» відображає особливості загальноіндоєвропейської поетичної мови (особливо близька до авестійської).
У лексиці та фразеології широко представлені архаїзми.
Окремі риси ведійського санскриту об'єднують його з пракритами.